# فولكس فاجن بولو دبليو آر سي
فولكس فاجن بولو دبليو آر سي هي سيارة رياضية من صناعة فولكس فاجن ومستندة على سيارة فولكس فاجن بولو. يستخدمها فريق فولكس فاجن موتورسبورت في بطولة العالم للراليات. ظهرت رسميا في بطولة العالم في موسم 2013. من أبرز سائقيها ياري ماتي لاتفالا، أندرياس ميكلسن وبطل العالم الفرنسي سيباستيان أوجير.

## وصلات خارجية
- الموقع الرسمي